# Sadie
Sadie (サディ) é uma banda japonesa de rock do movimento visual kei integrada por Mao, Tsurugi, Mizuki, Aki e Kei. Formada em 2005 em Osaka, eles rapidamente conquistaram popularidade na cena visual kei de Kansai. Após dez anos de carreira Sadie se separou em 2015, tendo lançado 11 álbuns e EPs e 21 singles. Todavia, eles se reuniram em 2023.

## Carreira

### Formação e primeiros anos (2005–2008)

Logotipo da banda.

Sadie foi fundada pelos integrantes Mao, Tsurugi, Aki, Mizuki e Sora em fevereiro de 2005 e seu nome é derivado da palavra em inglês "sad", segundo o vocalista Mao. Sua primeira aparição ao vivo foi em 18 de março de 2005, na casa de shows Osaka Big Cat. Em 27 de julho de 2005, Sadie lançou seu primeiro maxi single, "Kokui no Shita no Yokubou to, Kunou no Hate ni Mita Hyakkei no Yuritachi", limitado a 2.000 cópias. Em 3 de dezembro, Sadie fez seu primeiro show solo chamado "Dekiai ~As a Sad Matter of Fact~" no Osaka Muse Hall, apresentando seu novo single "Dekiai" e o single "Oboreru Sakana", distribuído gratuitamente para os visitantes do show. Em 2006, seu primeiro show solo na região de Kanto esgotou e Sora saiu do grupo, sendo substituído por Kei. Em 3 de maio lançaram seu primeiro EP The Trend Killer. Em um concerto três dias depois os visitantes tiveram a chance de receber mais um single limitado. O EP esgotou rapidamente e uma segunda edição foi lançada em 8 de novembro. No dia 22, lançaram o EP The Suicide Machine.
O álbum The Bullet Storm foi lançado em julho de 2007 e foi acompanhado por uma curta turnê nacional intitulada Howling The Storm Bullets.Ao mesmo tempo, abriram seu fã clube oficial chamado Undead. Começaram 2008 estreando o single "Crimson Tear", que teve uma edição em box limitado feita por encomenda. Em junho lançaram um álbum de compilação chamado Undead 13+2. Continha regravações de canções antigas e esgotadas da banda. Um DVD com videoclipes veio com a edição limitada. Também foi anunciado que outro single seria lançado em julho, denominado "Grieving the Dead Soul". Terminaram o ano com "Ice Romancer", e sortearam um ingresso grátis para um show em Osaka entre os compradores do single. Uma turnê começando em março de 2009 também foi anunciada.Em 31  de dezembro de 2008 se apresentaram no festival Over the Edge com diversas outras bandas visual kei, como 12012 e D'espairsRay.

### Ascensão e turnês conjuntas (2009–2014)
Em 2009, Sadie fez uma turnê em trio com Heidi e Lynch chamada Counter Culture. Em fevereiro lançaram o álbum de estúdio Master of Romance. O portal JaME World descreveu o como "um tanto previsível e enraizado com segurança nas regras estabelecidas de sua arte" porém "o álbum não deixa de ser impressionante, aproveitável e lindo." Em 2011 eles oram convidados para a Convenção AM² em Anaheim, Califórnia, junto com as bandas Heidi e An Cafe, que ocorreu do dia 1 a 3 de julho. O single "Rosario" foi o 18° single independente mais vendido no Japão em 2011. Em 2012 lançaram a compilação de videoclipes CLIPS-13, o single "Meteor" e o EP Red Line. Participaram de um evento da banda Angelo em agosto junto com Girugamesh, Lynch e Merry e foram convidados pessoalmente por Kirito.
Eles fizeram um cover da música "Pink Spider" de hide para o álbum tributo Tribute II -Visual Spirits-, lançado em 3 de julho de 2013 e em outubro do mesmo ano lançaram o álbum Madrigal de Maria. Em maio de 2014 lançaram o álbum Bleach em três edições. Apenas quatro meses depois, foi lançado o álbum Gangsta. No dia de lançamento, três datas da turnê promovendo o álbum já estavam esgotadas.

### Separação e reunião (2015–presente)
Sadie anunciou que entraria em hiato indefinido após seu último show intitulado “Forever and ever…” no Zepp Tokyo em 21 de setembro de 2015. A última turnê começou em 6 de junho, chamada Never Ending Voyage -We never say good bye-. O anúncio foi feito através de uma postagem no site oficial da banda em abril. Nele, a banda expressa que como em 2015 completam 10 anos de carreira, eles também consideram isso como “uma oportunidade para reconsiderar sua música e suas vidas”. Seu último single foi lançado em 27 de maio, "Voyage".O concerto Forever and ever... foi gravado e lançado em DVD em 30 de dezembro e eles também haviam lançado um álbum de grandes êxitos intitulado Decade em outubro.
Mao e Mizuki revelaram um novo projeto em 2016, denominado "The THIRTEEN", e tocaram no festival Visual Japan Summit no mesmo ano.
Em junho de 2023, Sadie revelou sua volta com o retorno de todos os cinco membros, que estariam reabrindo seu fã clube oficial em 1 de julho, e anunciaram dois shows para o ínicio de 2024. Em setembro de 2023, eles lançaram um videoclipe com uma regravação de sua canção "Meisai" no Youtubee em 28 de fevereiro lançaram um álbum de regravações, The Revival of Sadness.

## Influências
Tsurugi citou Sugizo e Inoran do Luna Sea, Aiji e Jun do Pierrot, Kouichi do Laputa como suas principais influências. Mao foi inspirado a se tornar músico pelo X Japan.

## Membros
- Mao (真緒) – vocais
- Mizuki (美月) – guitarra solo
  - Também faz parte do supergrupo Karasu, formado em 2009 com Tatsurō (Mucc), Hiroto (Alice Nine), Dunch (Jealkb) e Kenzo (Ayabie).[35]
- Tsurugi (剣) – guitarra rítmica
- Aki (亜季) – baixo
- Kei (景) – bateria

Ex integrantes
- Sora (空) – bateria (2005–2006)

## Discografia
Álbuns e EPs
- The Trend Killer (3 de maio de 2006)
- The Suicide Machine (22 de novembro de 2006)
- The Bullet Storm (25 de julho de 2007)
- Undead 13+2 (25 de junho de 2008)
- Master of Romance (25 de fevereiro de 2009), posição na Oricon Albums Chart: 48ª[36]
- Gain (30 de dezembro de 2009)
- Singles (28 de abril de 2010), 49ª[36]
- Cold Blood (6 de abril de 2011), 32ª[36]
- Red Line (4 de abril de 2012), 24ª[36]
- The Black Diamond (10 de outubro de 2012), 35ª[36]
- Madrigal de Maria (16 de outubro de 2013), 23ª[36]
- Bleach (14 de maio de 2014), 14ª[36]
- Gangsta (24 de setembro de 2014), 43ª[36]

### Singles
- "Kokui no Shita no Yokubou to, Kunou no Hate ni Mita Hyakkei no Yuritachi" (黒衣の下の欲望と、苦悩の果てに視た百景の百合達) (27 de julho de 2005)
- "Dekiai" (溺哀 -dekiai-) (14 de dezembro de 2005)
- "Grudge of Sorrow" (2 de agosto de 2006)
- "A Holy Terrors" (28 de março de 2007)
- "Crimson Tear" (5 de março de 2008), posição na Oricon Singles Chart: 40ª[36]
- "Grieving the Dead Soul" (23 de julho de 2008), 38ª[36]
- "Ice Romancer" (17 de dezembro de 2008), 19ª[36]
- "Kagerou" (陽炎) (15 de julho de 2009), 21ª[36]
- "Dress" (ドレス) (28 de abril de 2010), 21ª[36]
- "Cry More" (クライモア) (29 de setembro de 2010), 18ª[36]
- "Toge" (棘-toge-) (3 de novembro de 2010), 22ª[36]
- "Juggernaut" (15 de dezembro de 2010), 37ª[36]
- "Rosario" (12 de outubro de 2011), 12ª[36]
- "Meteor" (25 de julho de 2012), 30ª[36]
- "Soukoku no Tsuya" (27 de março de 2013), 23ª[36]
- "Madrigal de Maria" (16 de outubro de 2013)
- "Voyage" (27 de maio de 2015), 20ª[36]

### Compilações e participações
- Sawayaka Sankumi (さわやか3組) (18 de janeiro de 2006)
  - (Com a faixa "Meisai" (迷彩))
- Shock Edge 2006 (10 de outubro de 2006)
  - (Com a faixa "Sayonara no Hate" (サヨナラの果て))
- Tributo a Seikima-II -A Contract with the Devil- (悪魔との契約書) (15 de setembro de 2010)
  - (Cover de "Stainless Nightl")
- 「V-ROCK Disney」 (14 de setembro de 2011)
  - (Cover de "This Is Halloween ")
- 「V-Anime Rocks!」 (1 de agosto de 2012)
  - (Cover de "Pegasus Fantasy")
- Tribute II -Visual Spirits-  (3 de julho de 2013)
  - (Cover de "Pink Spider")